# I Am Not
I Am Not (стилізується як I am NOT) — дебютний мініальбом південнокорейського гурту Stray Kids. Мініальбом вийшов на цифрових платформах та фізичних носіях 26 березня 2018 року JYP Entertainment та розповсюджений через Iriver. Дебютний шоукейс Stray Kids Unveil: Op. 01: I Am Not відбувся за день до цього. За березень було продано 54 733 фізичних копій. А на кінець  2018 року число виросло до 86 576.
I am NOT є першим альбомом із серії «I am …» він відображає думку, що «зараз я не той, ким є насправді».

## Просування

### До релізу
5 березня 2018 року JYP Entertainment опублікували трейлер дебютного мініальбому I am Not, пізніше було анонсовано, що шоукейс Unveil: Op. 01: I Am Not пройде 25 березня 2018 на Jang Chung Arena в Сеулі.
Список композицій був опублікований 12 березня 2018 року, до мініальбому увійшло 8 пісень із заголовною композицією «District 9», «Mixtape#1» буде доступний тільки на фізичних версій альбому.
13 та 20 березня 2018 на YouTube каналі JYP Entertainment та V Live Stray Kids опублікували два документальних відео про створення мініальбому I am Not. З 14 по 19 березня були опубліковані фото тизери учасників гурту: індивідуальні та групові.
Короткі інструментальні версії композиції мініальбому були опубліковані 21 та 22 березня. А перший відео тизер до заголовної композиції «District 9» вийшов 23 березня, наступного дня вийшов другий.
Реліз альбому відбувся 26 березня 2018 року, на наступний день після того, як гурт дебютував на Jang Chung Arena в Сеулі. У день релізу вийшло музичне відео до заголовної композиції «District 9».
|                                                                                                   |                                          |                                                                                                  | |                                                                       |                                                                       |                                                               |
| Публікація списка композицій мініальбому I am Not                                                 | Публікація відео [INTRO: I am NOT] EP.01 | Публікація індивідуальних та групових фото тизерів (Тип А)                                       | Публікація індивідуальних фото тизерів (Тип А): Бан Чан, Уджин, Лі Ноу                                   | Публікація індивідуальних фото тизерів (Тип А): Чанбін, Хьонджин, Хан | Публікація індивідуальних фото тизерів (Тип А): Фелікс, Синмін, Ай'Ен | Публікація індивідуальних фото тизерів усіх учасників (Тип В) |
| 12 березня                                                                                        | 13 березня                               | 14 березня                                                                                       | 15 березня                                                                                               | 16 березня                                                            | 17 березня                                                            | 18 березня                                                    |
| Публікація групових фото тизерів (Тип В, С)                                                       | Публікація відео [INTRO: I am NOT] EP.02 | Публікація коротких інструментальних версій композицій: «Not!», «District 9», «Mirror», «Awaken» | Публікація коротких інструментальних версій композицій: «Rock (돌)», «Grow Up (잘 하고 있어)», «3rd Eye» | Публікація першого відео тизеру до заголовної композиції «District 9» | Публікація другого відео тизеру до заголовної композиції «District 9» | Дебютний шоукейс Stray Kids Unveil: Op. 01: I Am Not          |
| 19 березня                                                                                        | 20 березня                               | 21 березня                                                                                       | 22 березня                                                                                               | 23 березня                                                            | 24 березня                                                            | 25 березня                                                    |
| Реліз дебютного мініальбому I am Not Публікація музичного відео до заголовного треку «District 9» |                                          |                                                                                                  | |                                                                       |                                                                       |                                                               |
| 26 березня                                                                                        |                                          |                                                                                                  | |                                                                       |                                                                       |                                                               |

### Після релізу
31 березня 2018 року вийшло музичне відео до композиції «Grow Up(잘 하고 있어)», а 23 квітня було опубліковано перформанс відео до «Mirror», тизер до якого вийшов за день до цього. А через кілька днів на Youtube каналі Stray Kids, 27 квітня, було опубліковано відео до пісні «Rock (돌)» — це Street Ver. була знята учасниками у Токіо, Японія.
В кінці березня та у квітні Stray Kids з'явилися на музичних шоу Music Bank, M Countdown, Show! Music Core, Show Champion та Inkigayo кілька разів, де виступали з «District 9», «Mirror» та «Rock (돌)».

## Про альбом
- «Not!»[c] (укр. «ні», «не») — вступна композиція для альбому у ліриці якої є розповідь про усвідомлення того, що наші герої живуть у суспільстві, де не місце ідентичності, де всі однакові, а система хоче досконалості. Побачивши своє віддзеркалення ти прокидаєшся та усвідомлюєш, що правда увесь цей час була прихована.

- «District 9» (укр. «дев'ятий округ») — заголовна композиція є повідомленням про вихід з наявної системи, про бажання «перевернути все верх дном» та створити власну територію «дев'ятий округ», де знайдуть прихисток ті хто його потребує. Назва композиції чудово поєднується з назвою гурту Stray Kids (укр. «бродячі діти»). Ця композиція поєднує в собі суміш хіп-хопу, року та гібридних жанрів EDM.

- «Mirror» укр. («дзеркало») — роздум над питанням «Де я?», «Хто я?», усвідомлення, що «Я це не я», коли ти дивишся у дзеркало і бачиш там когось іншого. У ліриці Stray Kids намагаються зрозуміти самих себе та знайти свою самоідентичність.

- «Awaken» (укр. «пробудись», «прокинутися») — у тексті йдеться про сон, в якому ти бачиш себе, але не усвідомлюєш того, ставиш запитання «Хто ти?» і єдиним правильним виходом буде «прокинутися», але навіть тоді не до кінця розумієш де знаходишся, ким ти є і ким ти був до цього. Тобі здається, що проживаєш один і той самий день, з тими ж самими думками.

- «Rock (돌)»[c] (укр. «рок», «камінь», «скеля») — так само як і решта композицій, у тексті йдеться про пошук самоідентичності, але цього разу Stray Kids розповідають це через призму гумору.

- «잘 하고 있어 (Grow Up)» (кор. «잘 하고 있어» — укр. «добре справлятися», англ. «grow up» — укр. «дорослішати») — це композиція про етап дорослішання, через який, так чи інакше, проходить кожен. Він не завжди є легким, але «ти чудово справляєшся», саме так йдеться у ліриці і якби не було важко Stray Kids будуть поруч, а ця лірична хіп-хоп композиція може стати розрадою у скрутні часи.

- «3rd Eye» (укр. «третє око») — композиція у жанрі R&B, що висловлює щире бажання закрити власні очі та відкрити «третє око», щоб побачити себе та те що навколо у новому світлі. Коли важко зрозуміти де правда, а де брехня це може бути єдиним виходом.

- «Mixtape#1» — за основу було взято композицію 3RACHA «Placebo», до їхньої лірики були додані нові тексти інших учасників. Про ефект плацебо, що є певним самообманом, про бажання відчути себе краще та про бажання жити та боротися за своє життя, Stray Kids включили у композицію ті теми та той досвід через який вони проходили самі. На початку вони запитують чи зможуть піднятися, але в кінці вони впевнені в тому, що зможуть.

## Формати
Альбом вийшов на фізичних носіях у двох версіях I am ver. і NOT ver. У цифровій версії альбому було лише сім композицій, восьма, «Mixtape#1», вийшла лише на фізичній версії альбому.

### Фізичний
| Стандарт                   | Попереднє замовлення |
| -------------------------- | -------------------- |
| • Фотокнига                | • Плакат             |
| • CD-R диск                | • Набір листівок     |
| • Три фотокартки учасників |                      |

### Цифровий
| • Цифрове зображення обкладинки |
| • Сім цифрових композицій       |

## Список композицій та усіх кредитів до них
Кредити до пісень були взяті з сайту MelOn.
| #  | Назва                    | Автор слів     | Автор музики                                     | Аранжування                               | Тривалість |
| -- | ------------------------ | -------------- | ------------------------------------------------ | ----------------------------------------- | ---------- |
| 1. | «Not!»                   | Бан Чан 3RACHA | Бан Чан 3RACHA Hong Ji-sang                      | Hong Ji-sang                              | 1:22       |
| 2. | «District 9»             | 3RACHA         | 3RACHA Trippy                                    | Trippy Бан Чан                            | 3:31       |
| 3. | «Mirror»                 | 3RACHA         | 3RACHA Lee Woo-min 'collapsedone' Fredrik Ödesjö | Lee Woo-min 'collapsedone' Fredrik Ödesjö | 3:40       |
| 4. | «Awaken»                 | 3RACHA         | 3RACHA Kim Park Chella                           | Kim Park Chella Бан Чан 3RACHA            | 3:13       |
| 5. | «Rock (돌)»              | 3RACHA         | 3RACHA Glory Face                                | Glory Face                                | 3:13       |
| 6. | «잘 하고 있어 (Grow Up)» | 3RACHA         | 3RACHA Trippy                                    | Trippy Бан Чан 3RACHA                     | 3:30       |
| 7. | «4419»                   | 3RACHA         | 3RACHA This N That                               | This N That                               | 4:03       |

I Am Not — бонусна композиція для фізичних версій мініальбому.
| #  | Назва       | Автор слів | Автор музики  | Аранжування                | Тривалість |
| -- | ----------- | ---------- | ------------- | -------------------------- | ---------- |
| 8. | «Mixtape#1» | Stray Kids | 3RACHA Woojin | Lee Woo-min 'collapsedone' | 4:19       |

Запис та управління
- Запис
  - Jisang's Studio (композиція 1)
  - In Grid Studio (композиції 2, 6, 7)
  - JYPE Studios (композиції 2, 3, 4, 5, 7, 8)
  - The Vibe Studio (композиція 5)
- Зведення
  - Musiclab Busan Studios (композиція 1)
  - Mirrorball Studios, North Hollywood (композиція 2)
  - JYPE Studios (композиції 3, 5, 7)
  - 쑥고개 III Studio (композиція 4)
  - DDeepkick Sound (композиції 6, 8)
- Освоєння
  - Honey Butter Studio (всі композиції, крім 2)
  - Sterling Sound, NY (композиція 2)

Особисті
- Бан Чан (3RACHA) — лірика, музика, беквокал (всі композиції), аранжування (композиції 2, 4), комп'ютерне програмування (композиції 2, 6), клавіатура (композиція 6), свист (композиція 6)
- Чанбін (3RACHA) — лірика, музика (всі композиції, крім 1)
- Хан (3RACHA) — лірика, музика (всі композиції, крім 1), беквокал (всі композиції, крім 1, 2)
- Уджин — лірика, музика (композиція 8), беквокал (композиції 3, 5, 8)
- Лі Ноу — лірика (композиція 8), беквокал (композиції 1, 8)
- Хьонджин — лірика (композиція 8)
- Фелікс — лірика (композиція 8)
- Синмін — лірика (композиція 8), беквокал (композиції 1, 8)
- Ай'Ен — лірика (композиція 8)
- Hong Ji Sang — музика, аранжування, комп'ютерне програмування, клавіатура, запис (композиція 1)
- Trippy — музика, аранжування (композиція 2), комп'ютерне програмування, цифрове редагування (композиції 2, 6), акустичне фортепіано (композиція 6)
- Lee Woo Min ‘collapsedone’  – музика, гітара (композиція 3), аранжування, комп'ютерне програмування, синтезатори, баси (композиції 3, 8), фортепіано (композиція 8)
- Kim Park Chella — музика, аранжування, комп'ютерне програмування, гітара, баси, клавіатура, програмування на барабанах, беквокал (композиція 4)
- Glory Face 영광의얼굴들 — музика, аранжування (композиція 5)
- Jang Jun Ho (장준호) — всі інструменти, цифрове редагування (композиція 5)
- This N That — музика, аранжування, комп'ютерне програмування, цифрове редагування (композиція 7)
- Fredrik «Fredro» Ödesjö — музика, аранжування (композиція 3)
- 권필립 — гітара (композиція 2)
- YUE — редагування вокалу (композиції 2, 6, 7)
- Jiyoung Shin NYC — додаткове редагування (композиція 8)
- Jeong Eun Kyeong — запис (композиції 2, 6, 7)
- Woo Min Jung — запис (композиції 2, 6, 7)
- Hyejin Choi — запис (композиції 2, 4, 5, 7)
- Sehee Um — запис, зведення (композиції 3, 7)
- Hongjin Lim — запис (композиція 3), зведення (композиції 3, 7)
- Kwak Jung Shin — запис (композиція 5)
- Jung Mo Yeon — запис (композиція 5)
- Minji Noh — запис (композиція 8)
- Shin Bong Won — зведення (композиція 1)
- Tony Maserati — зведення (композиція 2)
- James Krausse — зведення (композиція 2)
- Nahzam Sue — зведення (композиція 4)
- Lee Tae-Sub — зведення (композиція 5)
- Yoo Won Kwon — зведення (композиції 6, 8)
- Park Jung-Uh — освоєння (всі композиції, крім 2)
- Chris Gehringer — освоєння (композиція 2)

## Чарти
| Чарт (2018)                               | Найвища позиція |
| ----------------------------------------- | --------------- |
| Південна Корея South Korean Albums (Gaon) | 4               |
| США US World Albums (Billboard)           | 5               |
| США US Heatseekers Albums (Billboard)     | 23              |

| Чарт (2018)                               | Найвища позиція |
| ----------------------------------------- | --------------- |
| Південна Корея South Korean Albums (Gaon) | 54              |

## Історія релізу
| Регіон         | Дата            | Формат            | Дистриб'ютор             | Примітки |
| -------------- | --------------- | ----------------- | ------------------------ | -------- |
| Світовий       | 26 березня 2018 | Цифровий реліз CD | JYP Entertainment Iriver | [ 28 ]   |
| Південна Корея | 26 березня 2018 | Цифровий реліз CD | JYP Entertainment Iriver | [ 29 ]   |

## Нотатки
1. 1 2 3   Шоукейс (англ. «showcase» — укр. «вітрина»), тобто мається на увазі демонстрація, у цьому випадку, виступ з новим матеріалом (альбомом) перед публікою.
2. 1 2 3 4 5 6   Тип А, В – для просування цього альбому Stray Kids використовували кілька візуальних концептів.
3. 1 2 3 4 5 6  Треки «NOT!» та «ROCK (돌)» оригінально пишуться великими літерами.
4. ↑  У альбомів стандартної версії два різні візуальні оформлення. Загальний розмір 18 × 25,5 см. У фотокнизі сто двадцять чотири сторінки, перша сторінка фотокниги випадкова (зображення одного з дев’яти учасників). CD диск має два різних візуальних оформленнях, як і обкладинка альбому. Фотокартки розміром 5.5 × 8,5 см розповсюджуються випадковим чином, трьох версій: Childhood Ver. (дитячі фото, одна з дев’яти), Unit Ver. (фото у трьох, одна з двадцяти однієї; на задній частині є qr-код в якому учасники залишили аудіо посилання, доступно до виходу наступного альбому), Selfie Ver. (селфі фото, одна з дев’яти).
5. ↑  Крім стандартного наповнення в період попереднього замовлення можна було отримати плакат розміром 76,5 × 52,5 см (один з десяти: дев’ять індивідуальних та один груповий, розповсюджується випадковим чином), набір листівок у двох варіантах розміром 10 ×15 см (двадцять листівок, розповсюджується випадковим чином)
6. ↑  3RACHA стилізується як 3RACHA - мається на увазі, що всі учасники (Бан Чан, Чанбін, Хан) продюсерської команди брали участь.